# Wolfgang Weber
Wolfgang Weber, född 26 juni 1944, är en tysk före detta fotbollsspelare. 
Wolfgang Weber var under många år en av FC Kölns bästa spelare och spelade 53 A-landskamper för Västtyskland. Weber var med och blev tysk mästare med Köln 1964 och 1978. 1966 gjorde Weber Västtysklands kvittering till 2-2 mot England i VM-finalen. Weber deltog även i VM 1970. 1974 gjorde han sin sista landskamp för Västtyskland. 